# Targé
Targé est une ancienne commune française du département de la Vienne, elle est associée à la commune de Châtellerault depuis le 1er juin 1972.

## Géographie
Targé est un village du département de la Vienne, il est situé à 4 km au sud-est de Châtellerault, à une altitude de 110 mètres.

## Histoire
Targé et Châtellerault ont fusionné le 1er juin 1972, par délibération des deux conseils municipaux, sous l'impulsion des maires Pierre Abelin et Primo Veggian.

## Administration
Le village porte le statut de commune associée, cela signifie qu'un maire délégué est désigné à chaque élection municipale parmi le conseil municipal de Châtellerault. Le maire délégué est, dans la commune associée, officier d'État Civil et officier de police judiciaire ; une commission consultative de dix membres est créée.
| Période                                  | Période | Identité         | Étiquette | Qualité |
| ---------------------------------------- | ------- | ---------------- | --------- | ------- |
| 1945                                     | 1965    | Honoré Limousin  |           |         |
| 1965                                     | 1971    | Marcel Beauchêne |           |         |
| 1971                                     | 1972    | Primo Veggian    |           |         |
| Les données manquantes sont à compléter. |         |                  |           |         |

| Période                                  | Période | Identité           | Étiquette | Qualité |
| ---------------------------------------- | ------- | ------------------ | --------- | ------- |
| 1972                                     | 1983    | Primo Veggian      |           |         |
| 1983                                     | 2001    | Michel Bidron      |           |         |
| 2001                                     | 2008    | Laurence Aumon     |           |         |
| 2008                                     | 2014    | Dominique Lévêque  |           |         |
| 2014                                     | 2020    | Frédéric Braillard |           |         |
| 2020                                     |         | Stéphane Raynaud   |           |         |
| Les données manquantes sont à compléter. |         |                    |           |         |

## Démographie
| 1793 | 1800 | 1806 | 1821 | 1831 | 1836 | 1841 | 1846 | 1851 |
| ---- | ---- | ---- | ---- | ---- | ---- | ---- | ---- | ---- |
| 260  | 233  | 284  | 341  | 265  | 275  | 240  | 280  | 279  |

| 1866 | 1872 | 1876 | 1881 | 1886 | 1891 | 1896 | 1901 | 1906 |
| ---- | ---- | ---- | ---- | ---- | ---- | ---- | ---- | ---- |
| 295  | 280  | 310  | 299  | 285  | 346  | 345  | 310  | 302  |

| 1911 | 1921 | 1926 | 1931 | 1936 | 1946 | 1954 | 1962 | 1968 |
| ---- | ---- | ---- | ---- | ---- | ---- | ---- | ---- | ---- |
| 303  | 310  | 291  | 277  | 285  | 353  | 345  | 398  | 456  |

## Événements
- La fête à l'ail, le premier dimanche d'octobre, depuis 1985, lancée par Michel Bidron, le maire de l'époque.
- Le budget participatif à Targé en 2022 et en 2023 est une initiative de la ville pour promouvoir la participation citoyenne des habitants de la commune de Targé. Les Targéens et Targéennes peuvent proposer et voter pour des projets d’aménagement qui améliorent leur cadre de vie. En 2022, une enveloppe de 10 000 € a permis de financer trois projets : une aire de jeux, des chemins balisés de randonnée et un parcours sportif1. En 2023, une enveloppe de 15 000 € est allouée pour le budget participatif, et les projets retenus sont : l’agrandissement de l’aire de jeux, l’installation d’un but multisports, et la pose de balançoires

## Monuments
- Château de Targé, partiellement inscrit aux monuments historiques depuis 1972[4]